# Межирічківська сільська рада (Голованівський район)
| Межирічківська сільська рада — колишній орган місцевого самоврядування у Голованівському районі Кіровоградської області з адміністративним центром у с. Межирічка. Сільській раді підпорядковані населені пункти: - с. Межирічка - с. Краснопілля |

## Склад ради
Рада складалася з 16 депутатів та голови.

### Керівний склад ради
| ПІБ                            | Основні відомості                                                                             | Дата обрання | Дата звільнення |
| ------------------------------ | --------------------------------------------------------------------------------------------- | ------------ | --------------- |
| Рибак Ігор Федорович           | Сільський голова, 1972 року народження, освіта, член Всеукраїнського об'єднання «Батьківщина» | 26.03.2006   | 22.01.2007      |
| Садкова Мирослава Валентинівна | Сільський голова, 1973 року народження, освіта, позапартійна                                  | 17.06.2007   | 31.10.2010      |
| Шавель Олександр Анатолійович  | Сільський голова, 1962 року народження, освіта вища, член Партії регіонів                     | 31.10.2010   | 15.12.2013      |
| Бабій В'ячеслав Петрович       | Сільський голова, 1963 року народження, освіта вища, член Партії регіонів                     | 15.12.2013   |                 |

Примітка: таблиця складена за даними джерела

## Населення
Згідно з переписом УРСР 1989 року чисельність наявного населення сільської ради становила 1847 осіб, з яких 832 чоловіки та 1015 жінок.
За переписом населення України 2001 року в сільській раді мешкала 1661 особа.

### Мова
Розподіл населення за рідною мовою за даними перепису 2001 року:
| Мова       | Відсоток |
| ---------- | -------- |
| українська | 98,31 %  |
| російська  | 1,44 %   |
| вірменська | 0,18 %   |
| білоруська | 0,06 %   |